# Ostend Challenger 1981
L'Ostend Challenger 1981 è stato un torneo di tennis facente parte della categoria ATP Challenger Series nell'ambito dell'ATP Challenger Series 1981. Il torneo si è giocato a Ostenda in Belgio dal 3 al 9 agosto 1981 su campi in terra rossa.

## Vincitori

### Singolare
Jérôme Potier ha battuto in finale  Miloslav Lacek con il punteggio di 6–2, 6–2

### Doppio
John Feaver /  Chris Johnstone hanno battuto in finale  Cliff Letcher /  Warren Maher con il punteggio di 6–4, 6–4